# Тмол (сын Ареса)
Тмол, Тимо́л (др.-греч. Τμῶλος) — в древнегреческой мифологии царь Лидии, сын Ареса и Феогоны, муж Омфалы. Согласно Овидию, Тмол — седовласый, с дубовым венком на голове — также олицетворение и божество лидийской горы Тмола (ныне Боздаг, Турция). Он выступал третейским судьёй при музыкальном состязании Аполлона и Пана и присудил победу Аполлону. Когда царь Мидас не согласился с решением Тмола, бог Аполлон в отместку наделил Мидаса ослиными ушами.
По другой легенде, лидийский царь Тмол однажды охотился на горе Карманорий, где случайно увидел Арсиппу, целомудренную спутницу богини Артемиды, и, «обезумев от любви», начал её преследовать. Она попыталась укрыться от него в священном храме Артемиды, но и это не остановило его: он изнасиловал её, после чего Арсиппа повесилась. В наказание за содеянное разгневанная Артемида наслала на Тмола бешеного быка, который сбросил его со скалы — он упал на острые камни и умер в мучениях. Сын царя Феоклимен похоронил его на той же горе и переименовал её в «Тмол». Позже на ней появился камень, оберегающий увидевших его девушек от изнасилования.
После смерти Тмола его вдова Омфала стала единовластной царицей Лидии, а также госпожой и любовницей Геракла. Предположительно, через неё лидийское правление перешло в руки династии Гераклидов.
Возможно, как указывают некоторые источники, именно этот Тмол был отцом Тантала от нимфы (либо фригийской царицы) Плуто.